# Henri Borel de Bitche
Henri Borel de Bitche (* 17. Mai 1893 in Brüssel; † 20. Februar 1953 in Lausanne) war ein belgischer Diplomat.

## Leben
Henri Borel de Bitche studierte an der Katholischen Universität Löwen und der University of Cambridge, heiratete 1943, hatte drei Söhne und eine Tochter. Während des Zweiten Weltkrieges war er Geschäftsträger der belgischen Regierung bei der polnischen Exilregierung in London. Von 1946 bis 1951 war er belgischer Botschafter in Athen und pflegte eine enge familiäre Freundschaft mit Panagis Tsaldaris.